# باتری قلمی

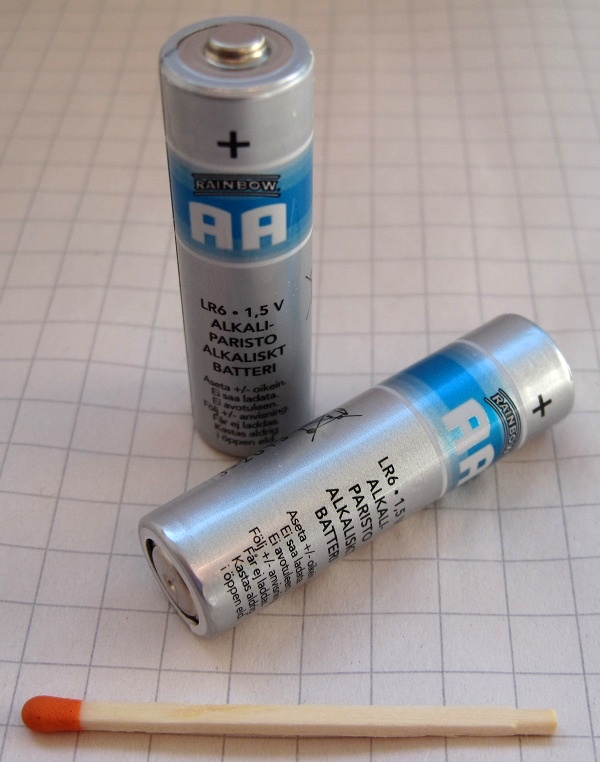
نمونه‌ای از یک باتری سایز ای ای

باتری ای ای (به انگلیسی: AA battery) که با نام باتری قلمی نیز شناخته می‌شود، یک سایز استاندارد برای پیل‌های گالوانی خشک است. این سایز استاندارد نخستین بار توسط مؤسسه استانداردهای ملی آمریکا در سال ۱۹۴۷ میلادی تعریف گردید.

## ابعاد
یک باتری سایز ای ای به‌طور متوسط طولی حدود ۴۹٫۲–۵۰٫۵ میلیمتر (۱٫۹۴–۱٫۹۹ اینچ) (از پایانه مثبت تا پایانه منفی) و قطری حدود ۱۳٫۵–۱۴٫۵ میلیمتر (۰٫۵۳–۰٫۵۷ اینچ) دارد.